# Відновлювальне виробництво
Відновлення продукції — це «відновлення продукту до специфікацій оригінального виробленого продукту, використовуючи комбінацію повторно використаних, відремонтованих та нових деталей». Це вимагає ремонту або заміни зношених або застарілих компонентів і модулів. Замінюються деталі, що зазнали деградації, які впливають на продуктивність або очікуваний термін служби цілого. Відновлювальне виробництво є формою  відновлення продукту, яке відрізняється від інших процесів відновлення в повноті: відновлена машина повинна відповідати такому ж очікуванні споживача, що і нові машини.
У 1995 Управління з охорони довкілля США (англ. United States Environmental Protection Agency (EPA)) запровадило програму Всебічних рекомендації по закупках — Comprehensive Procurement Guideline (CPG) щоб забезпечити зменшення викидів відходів та збереження ресурсів через використання матеріалів, відновлених з твердих відходів, а також з метою забезпечення використання матеріалів, зібраних за програмами ресайклінгу, у виробництві нових продуктів. Це Агентство відповідальне за розробку  продукції, яка може бути розроблена та виготовлена з відновлюваних матеріалів, а також за напрацювання рекомендацій щодо реалізації такої продукції. Щойно такий продукт розроблено, державні закупівельні агенції мають закуповувати його із найвищим вмістом відновлюваного матеріалу.
У 2004 Агентство EPA видало 3 оновлення Рекомендацій (CPG IV) в якому позначило 7 додаткових продуктів і поновило означення 3 наявних. Серед доданих категорій з'явилися відновлювані автозапчастини. EPA визначає  відновлювані автозапчастини, як «деталі транспортних засобів, що були перероблені, відновлені та використані повторно в своїй початковій формі. Відновлювані автозапчастини проходять процеси повернення до початкового стану і тестування та мають відповідати тим самим вимогам, що й нові деталі».
Обсяг ринку відновлюваної продукції в Сполученому королівстві оцінюється в 5,6 млрд фунтів.

## Інші види повторного використання
1. Повторне використання деталей які були у вжитку — як правило, такий тип відновлення відбувається на підприємствах, які займаються розбиранням автомобілів і техніки. Відновлення зношених деталей фактично не відбувається, але ці складові можуть бути використані для встановлення в механізмах та агрегатах на заміну пошкоджених деталей або тих що мають більший ступень зношення.
2. Простий ремонт — тимчасове відновлення функціональної працездатності пошкодженої деталі чи механізму. Можливий без заміни деталей, шляхом слюсарної обробки, встановлення на посадочних місцях зрушених компонентів, відтворення провідності електричних ланцюгів, герметичності вакуумних та гідравлічних магістралей, налаштування штатного режиму роботи вузла чи агрегату.
3. Повторний випуск запчастин — програми запущені потужними виробниками, спрямовані на зменшення видатків на виробництво та утилізацію своєї продукції. Суть полягає у скуповуванні деталей та запчастин, що вийшли з ладу, у власників через мережу дилерів та офіційних сервіс центрів з метою подальшого перевиробництва.
4. Канібалізація — розбирання готового виробу на запасні частини. Такий прийом засовується, як виключний захід сервісними центрами та дилерськими мережами внаслідок логістичної недосконалості поставок, перебоїв у поставках запчастин а також в умовах, окреслених гарантійними зобов'язаннями. Зняті внаслідок канібалізації запчастини фактично мають ресурс нових деталей, оскільки канібалізований виріб не використовувався.

Для усунення неоднозначностей в термінах відновлення запчастин в різних країнах Асоціація Відновлювальників Автозапчастин (англ. Automotive Parts Remanufacturers Association  (APRA)) видала у 2013 році загальний реєстр відповідних визначень різними мовами, щоб об'єднати зусилля усіх, хто працює в галузі автомобілебудування.

## Галузі застосування
Перелік галузей, де застосовується відновлювальне виробництво:
- Автомобілебудування
- Аерокосмічна галузь
- Виробництво кондиціонерів для повітря та компресорів та насосів
- Виробництво медичного обладнання
- Виробництво обчислювальної техніки, мікросхем та напівпровідникових пристроїв
- Виробництво офісної та оргтехніки (включаючи картриджі для принтерів)
- Виробництво сільськогосподарської техніки
- Військова промисловість
- Гірничо-видобувна промисловість
- Приладобудування
- Станко- та машинобудування
- Суднобудування

## Види відновлення
Існує три основних типи відновлювальних заходів, кожна з яких має різні виробничі особливості.

### Перевипуск запчастин
Існують наступні стадії відновлення, що відрізняються процентом заміни зношених деталей новими:

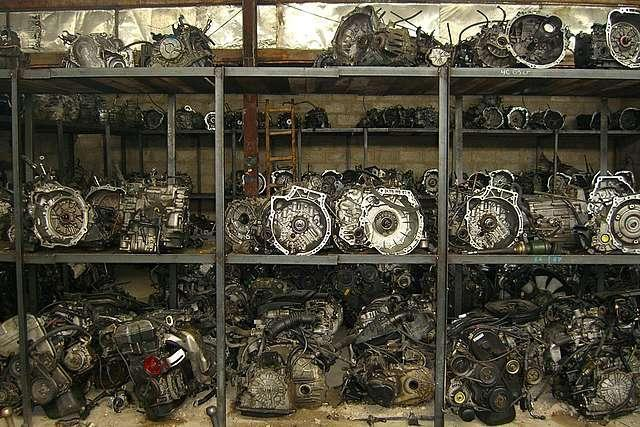
Відновлення АКПП

- Відновлення АКПППеророблені — Remanufactured — це найбільший ступінь відновлення запчастин, який застосовується переважно підприємствами-виробниками оригінального устаткування (OEM). Ці підприємства впроваджують програми викупу або обміну у власників пошкоджених запчастин з метою відновлення і повторного випуску. Відновлені таким чином запчастини мають фактично ті самі характеристики, що й наново випущені. Переважно застосовується в Європі.
- Перезібрані — Rebuilt — високий ступень відновлення агрегатів та механізмів із застосуванням оригінальних ремкомплектів на сертифікованих виробником підприємстві. Відновлена деталь має пройти перевірку на відповідність умовам та стандартам виробника, після чого може потрапити у продаж із маркуванням «Х» («ікс»). Розповсюджено переважно на американському вторинному ринку.
- Відрестваровані — Recovered — проміжний варіант відновлення, за звичай без дотримання стандартів виробника, спрямований перш за все на заміну пошкоджених вузлів та механізмів.
- Відремонтовані — Repaired — відновлені за цим методом запчастини, механізми та агрегати переважно не відзначаються високою надійністю, адже за звичай не відбувається заміна поламаних чи зношених деталей новими, але повернення їм початкової форми та параметрів. Мета ремонту не повне відновлення ресурсу, а лише усунення несправності та повернення запчастини у працездатний стан. Саме такий тип набув розповсюдження на території колишнього СРСР.
- Були у вжитку — Used — зняті з машин деталі, що зазнали втрати ресурсу в ході експлуатації, але зберегли працездатність. Продаються більшою мірою на авторозборках.

Більш детально дивіться Відновлення запчастин.

### Переваги відновлювання двигунів
1. Зменшення вартості — це визначальний чинник при виборі відновленого двигуна. Такий двигун коштує до 50 % менше нового двигуна за специфікацією Tier 4 Final [8].
2. Зменшення часу на заміну — при встановленні нового двигуна потрібні суттєві затрати часу на інженерні рішення, що збільшую час простою техніки. Пуско-налаштувальні роботи з відновленими двигунами також займають меншу часу, ніж із двигунами нового 4 покоління.
3. Збільшення доданої вартості — Існують 2 чинники, що ускладнюють продажі техніки з двигунами 4 покоління в країнах з менш жорсткою регуляцією: це труднощі сервісного обслуговування та якість палива. Брак сервісної підтримки нової технології на ряду з високою вартістю виробництва утримує компанії від впровадження техніки з двигунами класу  Tier 4 Final. На додачу для ефективної роботи цих двигунів потрібне дизельне паливо із низьким вмістом сірки, яке не доступне в багатьох країнах. Без такого палива швидке забруднення паливних фільтрів спричинятиме серйозні перешкоди в роботі.
4. Більш стійкий варіант — купівля відновленого двигуна рятує його корпус та неспрацьовані деталі від потрапляння на звалища, таким чином знижуючи загрозу довкіллю. Згідно з деякими підрахунками, повторно можна застосувати до 73 % усіх деталей двигуна, що збереже від звалища мільйони кілограм відходів. Виробництво нового двигуна потребує нових матеріалів, суттєвих затрат енергії та додаткових транспортних витрат. Повторно застосовуючи  відновлені компоненти двигуна можна заощадити до 80 % енергії, що є більш екологічним варіантом. Для власників орендних парків запасні автомобілі дозволяють розширювати практику сталого розвитку, зберігаючи гроші.

## Відновлення робочої поверхні після зношення
На додачу до цього існує дуже важливий окремий напрямок відновлення — інженерія робочої поверхні. Цей тип відновлення вживається  до багатьох частин двигунів та інших великих та дорогих компонентів, які зазнають природного зношення в процесі експлуатації.  Наприклад, це може бути блок циліндрів ДВС, поверхні гільз якого втрачають свої властивості внаслідок роботи поршнів в умовах тертя, високих температур та вибухового підвищення тиску в камері згоряння. Замість утилізації відпрацьованих блоків циліндрів, виробники застосовують технологію їх відновлення за допомогою плазмо — променевого напилення (PTWA[недоступне посилання]). Відновлення з нанесенням робочого шару на поверхню також широко застосовується в авіабудуванні, трубопровідній галузі та виробництві автомобільних двигунів.